# Olivier Clodong
Olivier Clodong, né le 28 décembre 1968 à Clermont-Ferrand (Puy-de-Dôme), est un essayiste et homme politique français.
Collaborateur d'élus, il exerce à partir de 2008 auprès de Nicolas Dupont-Aignan, dont il dirige les campagnes électorales. Il est également délégué national aux élections de Debout la France jusqu'en 2017. Il est maire d'Yerres depuis 2017, ayant succédé à Nicolas Dupont-Aignan, et conseiller départemental de l'Essonne depuis 2015.

## Biographie

### Carrière professionnelle
Olivier Clodong commence sa carrière professionnelle en animant les soirées de football sur France Inter.
Il est l'auteur de « pas moins d'une quinzaine d'ouvrages sur des thématiques aussi variées que les taux d'intérêt, les banques centrales ou les clichés sur les peuples ».
Depuis 2013[réf. nécessaire], il est aussi chroniqueur pour le journal Le Nouvel Économiste, dans lequel il signe une rubrique hebdomadaire, consacrée à la vie quotidienne des élus de la République.
Entre 2005 et 2008, il a été directeur scientifique à l'École supérieure de commerce de Paris (ESCP-EAP), où il a enseigné la communication politique et territoriale. Il a aussi été formateur au Centre national de la fonction publique territoriale.

### Parcours politique
De 1993 à 1997, il est responsable de la communication de Jean-Claude Gaudin, alors président du conseil régional de Provence-Alpes-Côte d'Azur, qu'il rencontre par l'intermédiaire de Roland Dhordain, ancien directeur de France Inter. Il démissionne lorsque Jean-Claude Gaudin lui demande d'occuper le poste à temps plein. 
Il travaille ensuite auprès de Jean-Marie Cavada au Parlement européen. Il est également responsable de la communication de Jean-Louis Beaumont, maire de Saint-Maur-des-Fossés, puis directeur de cabinet de Nicolas Dupont-Aignan de 2008 à 2013 à la communauté d'agglomération du Val d'Yerres. Durant cette période, il dirige notamment les campagnes de Nicolas Dupont-Aignan.
Il obtient son premier mandat d'élu lors des élections municipales de 2014, au terme desquelles il est élu conseiller municipal puis premier adjoint au maire d'Yerres, chargé de l'urbanisme, du cadre de vie et du développement économique.
Le 29 mars 2015, les électeurs du canton d'Yerres l'élisent au conseil départemental de l'Essonne, en binôme avec Martine Sureau. Il est élu vice-président de la Communauté d'agglomération Val d'Yerres Val de Seine le 9 mars 2016.
Délégué national aux élections de Debout la France (DLF) et directeur de campagne de Nicolas Dupont-Aignan pour l'élection présidentielle de 2017, il se désolidarise du choix de ce dernier de faire alliance avec Marine Le Pen entre les deux tours, quitte DLF et indique qu'il ne votera ni pour Marine Le Pen, ni pour Emmanuel Macron,. Il maintient toutefois son soutien à Nicolas Dupont-Aignan durant la campagne pour les élections législatives de 2017.
Réélu député en juin 2017, Nicolas Dupont-Aignan est contraint par la législation limitant le cumul des mandats en France de démissionner de ses fonctions de maire d'Yerres et de président de l'intercommunalité en juillet 2017. Olivier Clodong est alors élu maire d'Yerres par le Conseil municipal le 23 juillet 2017. Candidat à la présidence de la communauté d'agglomération Val d'Yerres Val de Seine, il est battu par François Durovray (LR, 36 voix contre 25), et reste premier vice-président de la communauté d'agglomération.
Président du Conseil d'architecture, d'urbanisme et de l'environnement de l’Essonne (CAUE 91) depuis 2019, il est également membre de la Commission régionale de l’Architecture et du Patrimoine d’Île-de-France depuis 2020.
En mars 2020, la liste d’Olivier Clodong l’emporte au premier tour des élections municipales avec 72,8 % des voix. En juin 2021, il est réélu conseiller départemental de l'Essonne dans le canton d'Yerres avec son binôme Martine Sureau, qui obtient 69,65 % des voix.

## Détail des mandats
- 2014-2017 : adjoint au maire d'Yerres
- 2014-2015 : vice-président de la communauté d'agglomération du Val d'Yerres[11].
- depuis 2015 : conseiller départemental de l'Essonne, élu dans le canton d'Yerres.
- depuis 2016 : vice-président de la communauté d'agglomération Val d'Yerres Val de Seine[8].
- depuis 2017 : maire d'Yerres[7].

## Publications
- Les Banques centrales , 1992, Éditions d’Organisation, avec Roland Dhordain.
- Les Taux d’intérêt, 1992, Éditions d’Organisation, avec Roland Dhordain.
- Le Parlement européen, 1993, Éditions d’Organisation, avec Roland Dhordain.
- L’Environnement, état des lieux, enjeux et perspectives, 1994, Éditions d’Organisation, avec Pascal Chicard.
- Le Guide des études en Europe, un atout pour l’emploi, 1995, Éditions d’Organisation, avec Alain Blondy.
- Pourquoi les Français sont les moins fréquentables de la planète ?, 2005, Eyrolles, avec José-Manuel Lamarque.
- Kestudi ? : comprendre les nouvelles façons de parler, 2005, Eyrolles, avec Charlotte Pozzi.
- Olivier Clodong et Alain Carcopino, La grande arnaque : Comment on manipule le consommateur, Paris, Éditions d'Organisation / Eyrolles, 2006, 192 p. (ISBN 978-2-7081-3659-5, présentation en ligne).
- Olivier Clodong et Nicolas Clodong, Politiques et langue de bois !, Paris, Éditions d'Organisation / Eyrolles, 2006, 116 p. (ISBN 978-2-7081-3754-7, présentation en ligne).
- Rémi Castillo et Olivier Clodong, Déclics de Stars : Dans l'intimité des stars de la télé, Paris, Éditions d'Organisation / Eyrolles, 2007, 207 p. (ISBN 978-2-212-53804-5, lire en ligne).
- Olivier Clodong et Georges Chétochine, Le Storytelling en action : Transformer un politique, un cadre d'entreprise ou un baril de lessive en héros de saga !, Paris, Éditions d'Organisation / Eyrolles, 2009, 184 p. (ISBN 978-2-212-54482-4, présentation en ligne).
- Olivier Clodong, Quand les politiques se lâchent ! : Bons mots, lapsus et vachardises…, Paris, éditions Fayard/Mille et une nuits, coll. « Les Petits Libres », 2011, 128 p. (ISBN 978-2-7555-0609-9, présentation en ligne).
- Olivier Clodong, Politiques : le cumul des mandales : Petites phrases, bévues et mots assassins, Paris, éditions Fayard/Mille et une nuits, coll. « Les Petits Libres », 2013, 96 p. (ISBN 978-2-7555-0655-6, présentation en ligne).
- Olivier Clodong, Et toc ! : Le meilleur des réparties pour moucher les emmerdeurs, les cons, les prétentieux et autres, Paris, éditions Fayard/Mille et une nuits, coll. « La Petite Collection », 2015, 120 p. (ISBN 978-2-7555-0741-6, présentation en ligne).

- Olivier Clodong, Bourdes de politiques : gaffes, ignorance crasse, plaisanteries douteuses, tweets maladroits, affiches ratées et autres erreurs grossières pour se payer la tête de ceux qui nous gouvernent, Paris, Éditions Mazarine, 2016, 256 p. (ISBN 978-2-86374-436-9, présentation en ligne).

- Olivier Clodong, À la fin de l'envoi, je touche » : Histoire, cinéma, politique, littérature : les répliques qui tuent, Paris, Flammarion, coll. « Librio », 2017, 96 p. (ISBN 978-2-290-13723-9, présentation en ligne).